# Gärdetjärnen, Medelpad
Gärdetjärnen är en sjö vid Gärdehov i Sundsvalls kommun i Medelpad som ingår i Indalsälven-Selångersåns kustområde.